# Camí de Fonguera

El Camí de Fonguera, respecte del terme d'Abella de la Conca

El Camí de Fonguera és un camí del terme municipal d'Abella de la Conca, a la comarca del Pallars Jussà.
Arrenca del Camí de Planers a l'angle nord-oest de Cal Vila i en marxa cap a llevant, per arribar a Fonguera en un quilòmetre. Arribat al centre d'aquest paratge, es ramifica en diversos camins sense sortida d'ús agrícola.

## Etimologia
Es tracta d'un topònim romànic modern, de caràcter descriptiu: pren el nom del lloc on mena aquest camí, la partida de Fonguera.